# Rashi
Shlomo Yitzchaki (tiếng Hebrew: רבי שלמה יצחקי ‎ tiếng Latinh: Salomon Isaacides; tiếng Pháp: Salomon de Troyes, 22 tháng 2 năm 1040 - 13 tháng 7 năm 1105), ngày nay thường được biết đến với tên viết tắt Rashi, là một giáo sĩ Do Thái thời trung cổ người Pháp và là tác giả của một bài bình luận toàn diện về Talmud và bình luận về Tanakh. Được đánh giá cao về khả năng trình bày ý nghĩa cơ bản của văn bản một cách súc tích và sáng suốt, Rashi thu hút không chỉ các học giả uyên bác mà còn cả sinh viên mới bắt đầu, và các tác phẩm của ông vẫn là trung tâm của nghiên cứu Do Thái đương đại. Bình luận của ông về Talmud, trong đó bao gồm gần như toàn bộ Talmud (tổng cộng 30 trong tổng số 39 tractates, do cái chết của ông), đã được Daniel Bomberg đưa vào tất cả các phiên bản của Talmud từ bản in đầu tiên trong thập niên 1520. Bài bình luận của ông về Tanakh - đặc biệt là về Chumash ("Năm cuốn sách của Moses") - là cơ sở cho hơn 300 "siêu bình luận" phân tích sự lựa chọn ngôn ngữ và trích dẫn của Rashi, được chấp bút bởi một số tên tuổi lớn nhất trong văn học Do Thái.

## Tên
Họ của Rashi, Yitzhaki, bắt nguồn từ tên của cha anh, Yitzhak. Từ viết tắt này đôi khi được mở rộng một cách huyền ảo như Ra bban Sh el Y Israel có nghĩa là "Giáo sĩ Do Thái", hoặc Ra bbenu SheY ichyeh (Giáo sĩ của chúng tôi, cầu mong anh ta sống). Ông có thể được trích dẫn trong các văn bản tiếng Do Thái và tiếng Aram là (1) "Shlomo con trai của Rabbi Yitzhak", (2) "Shlomo con trai của Yitzhak", (3) "Shlomo Yitzhaki", và vô số các dẫn xuất tương tự mang hàm ý tôn trọng.
Trong văn học cổ hơn, Rashi đôi khi được gọi là Jarchi hoặc Yarhi (ירחי tên viết tắt của ông được hiểu là R abbi Sh lomo Y Arhi. Điều này được hiểu là để chỉ tên tiếng Do Thái của Lunel ở Provence, có nguồn gốc phổ biến từ tiếng Pháp lune "moon", trong tiếng Do Thái.ירח, trong đó Rashi được giả định đã sống tại một số thời gian  hoặc là đã được sinh ra, hoặc nơi tổ tiên của ông được cho là đã có nguồn gốc. Các tác giả Cơ đốc giáo sau này là Richard Simon  và Johann Christoph Wolf  cho rằng chỉ có các học giả Cơ đốc giáo gọi Rashi là Jarchi, và người Do Thái chưa biết đến văn bia này. Tuy nhiên, Bernardo de Rossi đã chứng minh rằng các học giả tiếng Do Thái cũng gọi Rashi là Yarhi. Vào năm 1839, Leopold Zunz  đã chỉ ra rằng việc sử dụng Jarchi trong tiếng Do Thái là một sự truyền bá sai lầm của các tác giả Cơ đốc giáo, thay vì giải thích từ viết tắt như ngày nay được hiểu: Rabbi Shlomo Yitzhaki. Sự phát triển của thuật ngữ này đã được truy tìm kỹ lưỡng.

## Tiểu sử

### Khai sinh và thiếu thời
Rashi là một đứa trẻ duy nhất sinh ra tại Troyes, Champagne, miền bắc nước Pháp. Anh trai của mẹ ông là Simeon bar Isaac, giáo sĩ Do Thái của Mainz. Simon là môn đồ của Gershom ben Judah, người chết cùng năm đó. Về phía cha mình, Rashi được cho là hậu duệ đời thứ 33 của Johanan HaSandlar,  là hậu duệ đời thứ tư của Gamaliel, người được cho là hậu duệ của dòng dõi David. Trong các tác phẩm đồ sộ của mình, bản thân Rashi không hề tuyên bố như vậy. Nguồn chính của giáo sĩ Do Thái ban đầu về tổ tiên của ông, Bài trả lời số 29 của Solomon Luria, cũng không đưa ra tuyên bố nào như vậy.

### Huyền thoại
Sự nổi tiếng của ông sau này khiến ông trở thành chủ đề của nhiều huyền thoại. Một truyền thống cho rằng cha mẹ ông không có con trong nhiều năm. Cha của Rashi, Yitzhak, một người làm rượu nghèo, trong một lần tìm thấy một viên ngọc quý và được những người không phải là người Do Thái tìm đến để mua nó để tô điểm cho thần tượng của họ. Yitzhak đồng ý đi du lịch với họ đến vùng đất của họ, nhưng trên đường đi, anh ta ném viên ngọc xuống biển. Sau đó, ông đã được đến thăm bởi Tiếng nói của Chúa hoặc nhà tiên tri Elijah, người đã nói với ông rằng ông sẽ được thưởng khi sinh ra một đứa con trai quý tộc "người sẽ chiếu sáng thế giới bằng kiến thức Torah của mình." 
Một truyền thuyết khác cũng kể rằng cha mẹ của Rashi chuyển đến Worms, Đức trong khi mẹ của Rashi đang mang thai. Khi cô đi xuống một trong những con đường hẹp ở khu Do Thái, cô đã bị hai toa tàu đang lao tới. Cô quay lại và ép mình vào một bức tường mở ra để đón cô. Ngõ kỳ diệu này vẫn còn nhìn thấy trong bức tường của Giáo đường Do Thái Worms.